# Francesco Castellacci
Francesco Castellacci (ur. 4 kwietnia 1987 roku w Rzymie) – włoski kierowca wyścigowy.

## Kariera
Castellacci rozpoczął karierę w międzynarodowych wyścigach samochodowych w 2006 roku od startów w Formule Azzurra. Z dorobkiem 24 punktów uplasował się tam na ósmej pozycji w klasyfikacji generalnej. W późniejszych latach Włoch pojawiał się także w stawce Masters of Formula 3, Brytyjskiej Formuły 3, Włoskiej Formuły 3, Italian GT Championship, Porsche Supercup, Niemieckiego Pucharu Porsche Carrera, 24H Dubai, FIA GT3 European Championship, FIA GT1 World Championship, Gulf 12 Hours, Blancpain Endurance Series, International GT Open, Spanish GT Championship, Winter Series by GT Sport, European Le Mans Series oraz FIA World Endurance Championship.